# ドイツ農林金融公庫
ドイツ農林金融公庫（ドイツのうりんきんゆうこうこ、独：Landwirtschaftliche Rentenbank）は、ドイツ連邦共和国の開発金融機関。通称、レンテンバンク（Rentenbank）。
ドイツ・レンテン銀行（Deutsche Rentenbank）とRKA（Deutsche Rentenbank Kreditanstalt）が前身で、1949年にドイツ農林金融公庫法に基づき設立された公的金融機関である。
フランクフルト・アム・マインに拠点を置き、ドイツにおける農業・食品産業の促進を目的に、民間金融機関に資金の融資を行っている。
外債発行による調達を行っており、日本ではEDINETに有価証券報告書を提出している。

## 概要
以下は、2012年のデータ。単体はドイツ商法典（HGB）基準、連結は国際財務報告基準（IFRS）。
- 総資産：単体792億ユーロ、連結884億ユーロ
- 純利益：単体・連結1,280万ユーロ
- 従業員数：256名